# Croton thymelinus
Espèce
Croton thymelinus est une espèce de plantes à fleurs du genre Croton et de la famille des Euphorbiaceae, présente au Brésil (Rio Grande do Sul).
Il a pour synonyme :
- Oxydectes thymelina, (Baill.) Kuntze